# La Luna
La Luna (a Lua) é uma animação da Pixar Animation Studios, curta-metragem, dirigido e escrito por Enrico Casarosa. O curta estreou em 6 de junho de 2011 no Annecy International Animated Film Festival na França, e teve seu lançamento em 22 de junho de 2012 nos Estados Unidos, no filme de Brave (filme).
La Luna foi nomeado para um Oscar de Melhor Curta de Animação na 84ª Edição do Oscar.

## Elenco de vozes
- Krista Sheffler como Bambino
- Tony Fucile como Papà
- Phil Sheridan como Nonno (Avô)

## Premiações
| Oscar         | Foi indicado a 1 Oscar (Melhor Curta Animado, 2012) |
| Annie Award   | Foi indicado a 1 Annie Award                        |
| Grammy Award  | Nenhum                                              |
| Globo de Ouro | Nenhum                                              |
| Outros        | Nenhum                                              |